# Acosta (Falcón)
Acosta is een gemeente in de Venezolaanse staat Falcón. De gemeente telt 19.500 inwoners. De hoofdplaats is San Juan de los Cayos.